# 1000 Homo DJs
1000 Homo DJs est un projet parallèle mené par Al Jourgensen, acteur notoire de la scène industrielle. Le groupe est surtout connu pour sa reprise de Black Sabbath, Supernaut. Ils sont signés sur le label Wax Trax! records. Le matériel de 1000 Homo DJs provient principalement des pièces inutilisées des albums de Ministry, The Land of Rape and Honey et The Mind Is a Terrible Thing to Taste. Le groupe est originaire de Chicago dans l'Illinois.

## Membres
Les membres de 1000 Homo DJs sont connus sous des pseudonymes précisés dans les livrets des CD. Néanmoins, leurs identités sont pour la plupart connues.
- Buck Satan (guitare, basse, chant) : Al Jourgensen ;
- Officer Agro (batterie, chant) : pourrait être Jeff Ward, Paul Barker ou Martin Atkins ;
- Ike Krull (chant) : Trent Reznor ;
- Wee Willie Reefer (batterie) : Bill Rieflin ;
- Viva Nova (chant) : peut-être Pamela Manning (son nom de scène est Viva Nova) mais il est souvent dit que ce serait Patty Jourgensen ;
- Count Ringworm (chant) : Jello Biafra.

En 1990, Trent Reznor (alias Ike Krull) de Nine Inch Nails a enregistré le classique Supernaut de Black Sabbath avec Jourgensen pour ce projet. Des menaces de poursuites judiciaires de la part de TVT Records empêchèrent Jourgensen d'utiliser la voix de Reznor.

## Origine du nom
La légende dit qu'un jour Jourgensen a entendu une mauvaise version remixée d'une chanson des Revolting Cocks et que le patron de Wax Trax Records, Jim Nash lui aurait répondu que « seuls un millier de DJ homosexuels allaient entendre ce disque ». Venant de la part de Nash, lui-même homosexuel, Jourgensen aurait bien ri et retenu le nom.

## Discographie

### Single et EP
- Apathy (1988, single vinyle)
- Supernaut (1990, EP).

1. Supernaut (Black Sabbath Cover)
2. Hey Asshole
3. Apathy
4. Better Ways

### Apparitions sur des compilations
- Black Box - Wax Trax ! Records : The First 13 Years (1994). Contient Supernaut (Trent Reznor Vocal Version)
- Nativity in Black (1994)
- Ministry - Side Trax (2004).